# Reserva Florestal de Recreio da Mata da Serreta

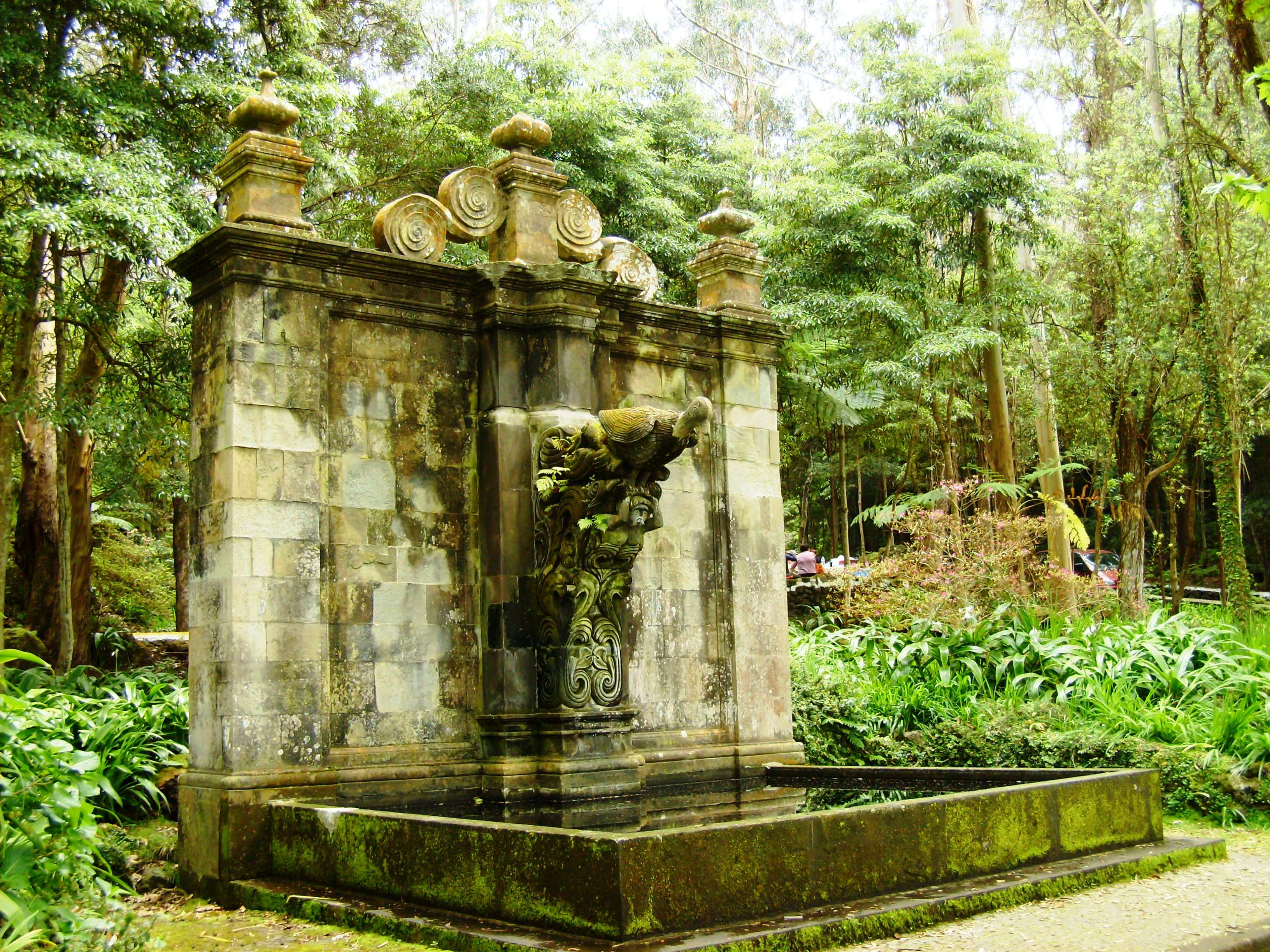
Chafariz histórico.

A Reserva Florestal de Recreio da Mata da Serreta localiza-se na freguesia da Serreta, no concelho de Angra do Heroísmo, no norte da ilha Terceira, nos Açores.
Foi criada pelo Decreto Legislativo Regional nº 16/89/A, de 30 de agosto.
Instalada pela então Junta Geral de Angra do Heroísmo, foi o primeiro lugar na ilha a dispor de infraestruturas para o lazer da população. Posteriormente, tendo passado para a alçada da então Administração Florestal da Terceira, foi sendo alvo de algumas beneficiações, nomeadamente com a construção de mais mesas e grelhadores, assim como a plantação de espécies ornamentais de modo a melhorar e prover o espaço com outros espaços onde os visitantes pudessem mais comodamente permanecer.
Encontra-se implantada num bosque maioritariamente constituído por eucaliptos, pinheiros, fetos arbóreos e metrosíderos, os quais proporcionam um ambiente agradável pelo aroma de suas essências.
Conta ainda com zona de recreio infantil, casa de banho e abrigo.
Destaca-se o antigo chafariz de pedra trabalhada, transladado para o local, proveniente da freguesia do Posto Santo, onde foi adquirido a um particular. Este chafariz encontrava-se primitivamente no claustro do antigo Convento da Graça, em Angra do Heroísmo.
O local é muito procurado, nomeadamente no mês de Setembro, quando das festas da freguesia da Serreta, onde aqueles que, em pagamento a promessas feitas a Nossa Senhora dos Milagres, se deslocam em romaria à igreja, parando na reserva para descansar.